# Visconti

Huset Viscontis vapensköld sedan 1395, föreställande en biscione som slukar ett barn

Visconti är namnet på en lombardisk adelssläkt som härskade i Milano mellan 1277 och 1447. 
Ätten Visconti är med säkerhet känt sedan 1100-talets mitt men är troligen ännu äldre. Namnet kommer från titeln visconte (latin: vice comes), vicegreve, som ätten innehade under ärkebiskoparna av Milano. Ättens makt tog sin början i Lombardiska förbundets sönderfall, då de kämpade mot den mer folkliga ätten Della Torre. År 1262 utnämndes Ottone Visconti till ärkebiskop av Milano, och efter att ha besegrat den kejserlige vikarien Napoleone Della Torre 1277 blev han signore, stadens härskare. Under 1300-talet gjorde sig huset Visconti till en regional stormakt i Norditalien, som även härskade över bland andra städer Bergamo, Pavia, Piacenza, Cremona, Parma och Bologna. Som mäktigast var ätten under hertig Gian Galeazzo Visconti, efter vars död i pesten 1402 ätten drabbades av motgångar. Den hertigliga huvudlinjen av huset utslocknade 1477 med Gian Galeazzos son Filippo Maria Visconti, som försökte återupprätta familjens makt men blev den siste Visconti på Milanos tron.
Det fanns flera bilinjer av ätten, varav vissa finns än idag. Bland dessa kan nämnas Visconti di Massimo, som påven Gregorius X tillhörde, och Visconti di Modrone, som filmregissören Luchino Visconti tillhörde.

## Kända personer från släkten
- Ottone av Milano, viscomte av Milano 1078
- Teobaldo Visconti (1210-1276), påve Gregorius X
- Ottone V av Milano, 1277-1295
- Matteo av Milano, 1277-1322
- Galeazzo av Milano, 1322-1328
- Luchino av Milano, 1339-1349
- Giovanni av Milano, 1349-1354
- Matteo II av Milano, 1354-1355
- Galeazzo II av Milano, 1355-1378
- Gian Galeazzo Visconti, 1378-1402
- Giovanni Maria av Milano 1402-1412
- Filippo Maria av Milano 1412-1447
- Luchino Visconti (1906-1976), filmregissör.
- Eriprando Visconti (1933-1995), filmregissör.